# The Nickel Ride
Pour plus de détails, voir Fiche technique et Distribution.
The Nickel Ride est un film américain réalisé par Robert Mulligan, sorti en 1974.
Le film a été présenté au Festival de Cannes la même année.

## Synopsis
Cooper, un truand notoire et solitaire, est surnommé « L'homme aux clés » car il est le responsable de plusieurs entrepôts désaffectés à New York où la pègre cache et stocke le butin de leurs larcins. Il est chargé d'une fonction tout aussi floue et étrange. Il est un intermédiaire entre les représentants (notables, magistrats, policiers, hommes d'affaires...) de la légalité et ceux d'une mystérieuse et puissante organisation opaque et illégale qu'il nomme The People, "Les Gens". Il est à l'apparence heureux : il a quelques amis sur lesquels il peut compter, il a de l'argent, il fréquente une femme, Sarah, dont il est amoureux, etc. Il ne quitte jamais son trousseau de clés.
Mais Cooper commence à douter de lui-même. Il pense qu'on cherche à l'éliminer car ses faits et gestes sont surveillés par un certain Turner, un voyou aux dents longues engagé par l'organisation. Désormais, Cooper comprend que son heure approche.

## Fiche technique
- Titre : The Nickel Ride
- Réalisation et production : Robert Mulligan
- Sociétés de production : Twentieth Century-Fox Film Corporation
- Producteurs exécutifs : David Foster et Lawrence Turman
- Scénario : Eric Roth
- Musique : Dave Grusin
- Photographie : Jordan Cronenweth
- Pays d'origine :  États-Unis
- Langue : Anglais
- Format : Couleur
- Genre : Drame et néo-noir[1]
- Durée : 80 minutes
- Date de sortie :
  - États-Unis : 15 janvier 1975

## Distribution
- Jason Miller : Cooper
- Linda Haynes : Sarah
- Victor French : Paddie
- John Hillerman : Carl
- Bo Hopkins : Turner
- Richard Evans : Bobby
- Bart Burns : Elias
- Lou Frizzell : Paulie
- Mark Gordon : Tonozzi
- Harvey Gold : Chester
- Lee de Broux : Harry